# Tế Nam
Tế Nam (Trung văn giản thể: 济南; Trung văn phồn thể: 濟南), đúng phải đọc là "Tể Nam", là thành phố cấp phó tỉnh và tỉnh lỵ của tỉnh Sơn Đông, Trung Quốc. Thành phố nằm về phía tây của Sơn Đông, giáp với Liêu Thành về phía tây nam, Đức Châu về phía tây bắc, Tân Châu về phía đông bắc, Truy Bác về phía đông, và Thái An về phía nam. Tên gọi "Tể Nam" ý là phía nam sông Tể Thủy (濟水).

## Hành chính
Tể Nam quản lý 10 đơn vị hành chính cấp huyện, bao gồm 10 quận (khu) và 2 huyện.
- Quận Lịch Thành (历城区)
- Quận Lịch Hạ (历下区)
- Quận Thị Trung (市中区)
- Quận Hòe Ấm (槐荫区)
- Quận Thiên Kiều (天桥区)
- Quận Trường Thanh (长清区)
- Quận Chương Khâu (章丘区)
- Quận Tế Dương (济阳区)
- Quận Lai Vu (莱芜区)
- Quận  Cương Thành (钢城区)
- Huyện Thương Hà (商河县)
- Huyện Bình Âm (平阴县)

Trong đó các quận Lai Vu (quận Lai Thành cũ) và Cương Thành được chuyển từ địa cấp thị Lai Vu cũ (giải thể vào tháng 1/2019).
Các đơn vị này lại được chia nhỏ tiếp thành 146 đơn vị hành chính cấp hương, bao gồm 65 trấn, 27 hương và 54 nhai đạo.